# HTM Personenvervoer
HTM Personenvervoer NV, aangeduid als HTM, is een Nederlandse vervoersmaatschappij en gevestigd in Den Haag, die het openbaar vervoer met tram en bus exploiteert in de regio Haaglanden. Sinds 2006 exploiteert HTM een lightrailverbinding onder de naam RandstadRail naar Zoetermeer. Van 9 december 2012 tot 15 december 2019 nam HTMbuzz, een dochteronderneming van de HTM, de exploitatie van de bus voor zijn rekening.
Het eerste bedrijf met de naam HTM werd opgericht als de N.V. Haagsche Tramweg-Maatschappij (H.T.M.) op 17 mei 1887. Op 1 januari 1927 werd dit bedrijf overgenomen door de N.V. Gemengd Bedrijf Haagsche Tramweg-Maatschappij (officieel G.B.H.T.M., maar in het gewone gebruik H.T.M.). Het bestond onder die naam tot 11 juni 2002, toen het bedrijf de huidige naam HTM Personenvervoer N.V. kreeg. Sinds 7 december 2016 zijn de aandelen van HTM weer in handen van de gemeente Den Haag en heeft MRDH een aandeel met bijzondere rechten.
HTM verricht haar vervoerdiensten op concessiebasis in de gemeenten Delft, Den Haag, Leidschendam-Voorburg, Pijnacker-Nootdorp, Rijswijk en Zoetermeer. Deze gemeenten maken deel uit van de Metropoolregio Rotterdam Den Haag (MRDH), die sinds 1 januari 2015 als opdrachtgever fungeert voor al het openbaar vervoer in de Rotterdamse en Haagse regio’s.

## Geschiedenis

### Periode 1864 - 1926:Beginjaren

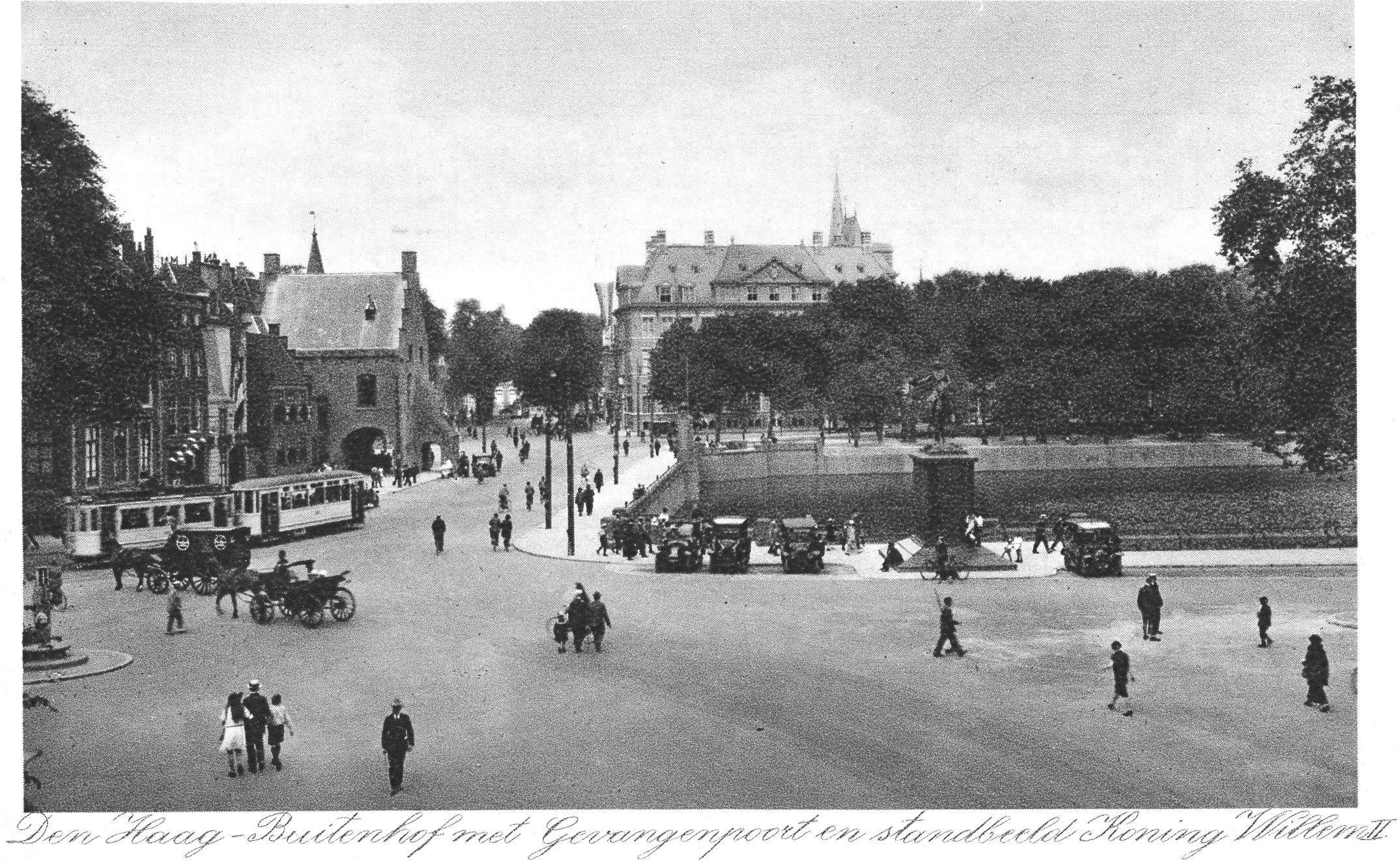
Tramstel op het Buitenhof in de jaren twintig van de 20e eeuw.

In de beginjaren was de remise Frans Halsstraat een van de drie tramremises in Den Haag.

Op 21 maart 1864 richtten een aantal kapitaalkrachtige Engelsen The Dutch Tramway Company Ltd. (DTC) op. Binnen vijf maanden werd een enkelsporige lijn op de Scheveningseweg aangelegd met een remise en paardenstal op het Badhuisplein. Het was de eerste tramlijn in de Benelux.

Er waren tien paardentrams waarbij passagiers ook op het dak konden zitten. Het vervoer naar Scheveningen beperkte zich tot de zomermaanden en was duur. Dit leidde ertoe dat DTC in 1866 failliet werd verklaard. In 1867 staken vijf Haagse heren hun kapitaal in een nieuwe onderneming: de NV Haagsche Tramway-Maatschappij] (HTyM). Ook deze maatschappij had geen succes, ondanks het terugbrengen van de dienst naar zeven ritten per dag. De maatschappij werd verkocht aan het Belgische Société Anonyme des Tramways de La Haye (TH). Zij kreeg een concessie om meerdere lijnen te exploiteren en zo ontstond een tramverbinding met de binnenstad van Den Haag met twee spoorwegstations: station Hollandsch Spoor en station Rijnspoor (later Staatsspoor, tegenwoordig Den Haag Centraal). De stad groeide vanaf 1880 steeds sneller en de tramlijnen werden succesvol uitgebreid en geëxploiteerd. Op 17 mei 1887 werd met Nederlands kapitaal de NV Haagsche Tramweg-Maatschappij (HTM) opgericht. Deze onderneming nam alle rechten en plichten over van de TH en verklaarde dat zij zonder voorbehoud de voorwaarden aanvaardde van de concessie tot aanleg en exploitatie van tramwegen binnen Den Haag en omgeving. De concessie liep tot 1 januari 1927.
Het tramnetwerk van de TH bestond uit een paardentramnet met zes paardentramlijnen. Na de overname begon de jonge HTM direct met een grote modernisering. Een van de eerste acties van HTM was de omzetting van de paardentramlijn naar Delft in een stoomtramlijn. Deze lijn werd geopend op 31 juli 1887. Door de grotere snelheid was de stoomtram, met name op de langere trajecten, een grote concurrent van de paardentram. De HTM experimenteerde ook met elektrische tractie. Vanaf 2 augustus 1890 werd een van de paardentramlijnen naar Scheveningen gedurende de zomerperiode geëxploiteerd met een accutram, waarbij de stroomvoorziening plaatsvond door middel van in de voertuigen geplaatste accubatterijen. Daarmee had Den Haag opnieuw een primeur in de Benelux. De accutrams hadden een eerste en tweede klasse en deze trams haalden een maximumsnelheid van 20 km per uur. Hiermee waren ze een stuk sneller dan de paardentram. Wel maakten ze "een hels kabaal", hadden deze trams veel last van storingen en de accu's waren zwaar en lastig te hanteren.
Daarom ontwikkelde HTM plannen om te komen tot elektrificatie van het gehele net door middel van bovenleiding en diende in 1895 een verzoek hiertoe in bij de gemeenten. De onderhandelingen met de gemeente sleepten zich jarenlang voort en pas in 1903 werd overeenstemming bereikt. Het door HTM ingediende plan, het zogeheten Tramplan 1904, werd in maart 1904 door de gemeenteraad goedgekeurd. Op basis daarvan verleende de gemeente aan HTM een concessie om elektrische tramlijnen te gaan exploiteren tot en met 31 december 1926. In de voorwaarden van de concessie stond dat de gemeente het minimaal aantal ritten per dag bepaalde en dat zij de infrastructuur voor haar rekening zou nemen. HTM zorgde voor personeel en materieel. HTM betaalde huur aan de gemeente voor het gebruik van de sporen, bovenleiding, drie remises en een werkplaats. Op 6 augustus 1904 maakten de accutrams plaats voor de beugeltrams. Alleen die dag waren er vier tractie-vormen op straat te zien: paard, stoom, accu en bovenleiding. De eerste beugeltram kreeg lijnnummer 9 en reed op de lijn van Plein - Wittebrug - Kurhaus. De nieuwe tram was direct een succes en andere lijnen volgden spoedig. Ook deze lijnen kregen allemaal een lijnnummer en er werd een aantal nieuwe lijnen ingesteld. Eind 1926 exploiteerde HTM 16 tramlijnen met ruim 200 voertuigen.

### Periode 1927 - 1940: Gemengd Bedrijf HTM

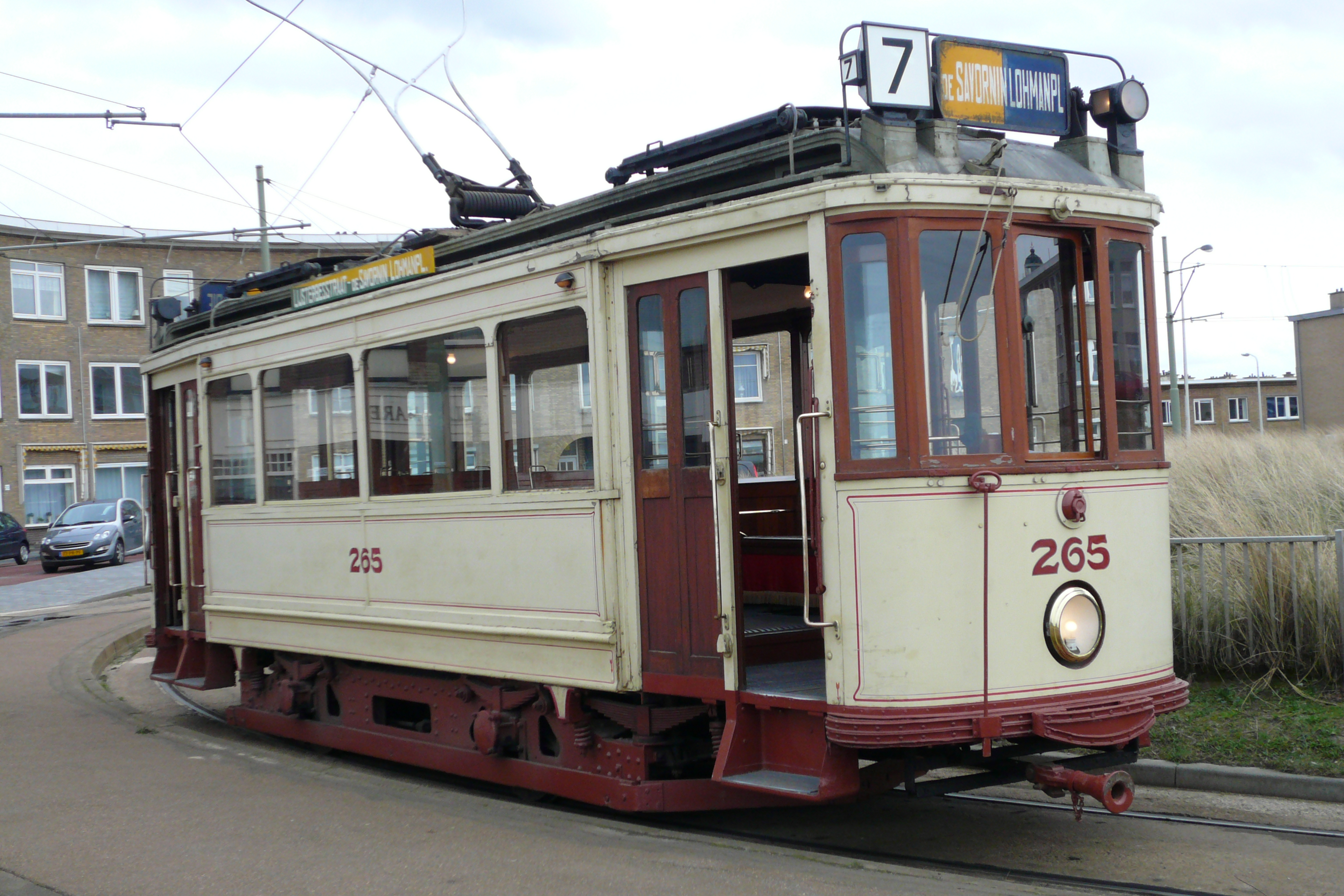
HTM-motorrijtuig 265, gebouwd in 1921 voor de oude HTM en in 1927 overgegaan naar de GBHTM, als museumtram van het Haags Openbaar Vervoer Museum gefotografeerd te Scheveningen.

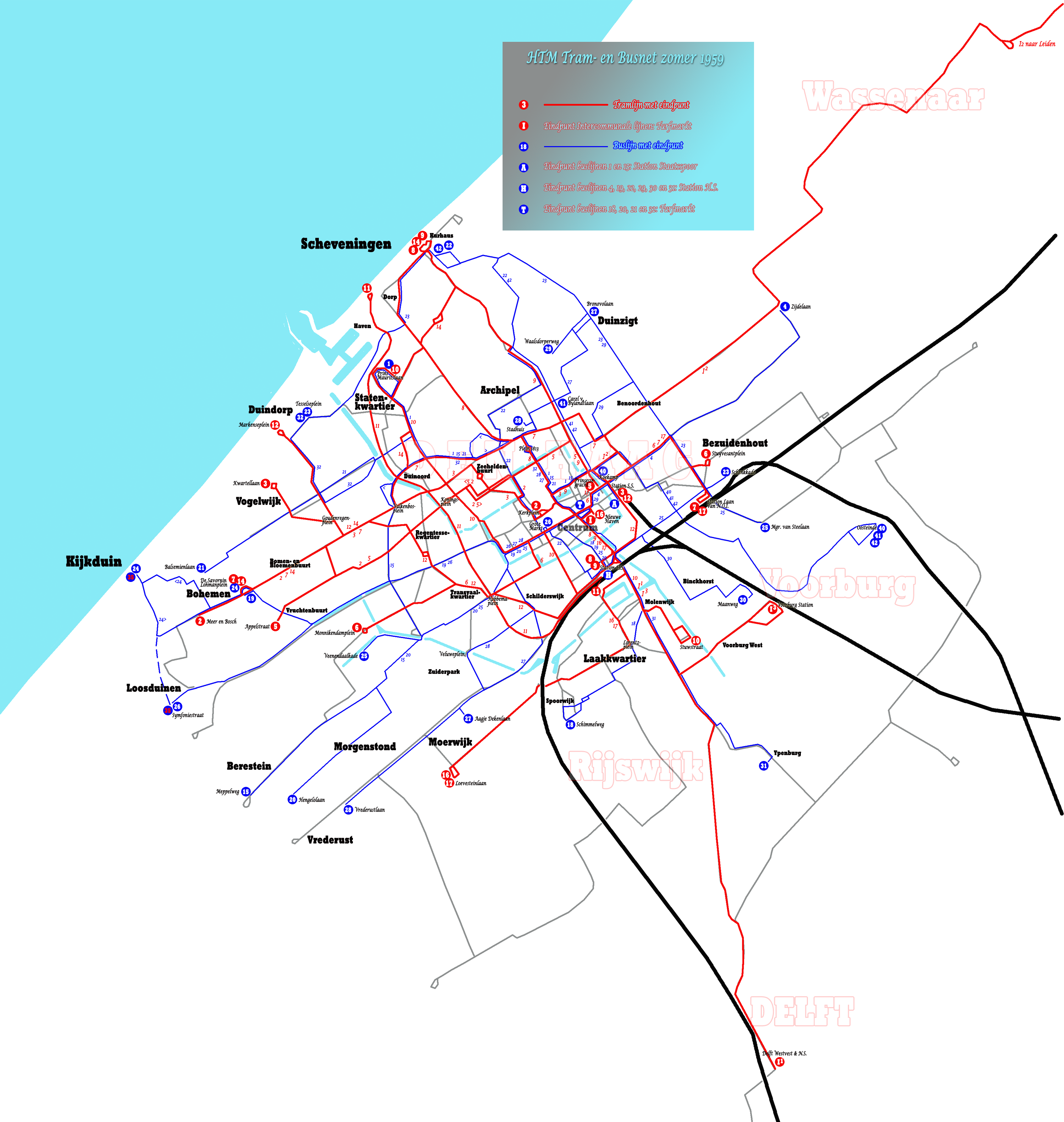
Netwerk van de tram- en buslijnen van de HTM in 1959.

Omdat de stad Den Haag in omvang bleef toenemen, stelde de gemeenteraad in 1926 een plan vast voor verdere uitbreiding van de lijnen, het Tramplan 1927. Op 31 december 1926 liep de concessie uit 1904 ten einde en op 1 januari 1927 werd de exploitatie van het openbaar vervoer per tram in Den Haag overgedragen aan een nieuw opgericht bedrijf, N.V. Gemengd Bedrijf Haagsche Tramweg-Maatschappij (GBHTM), die de algemeen ingeburgerde afkorting HTM bleef gebruiken. De particuliere NV Haagsche Tramweg-Maatschappij hield hiermee op te bestaan en werd vervolgens gewijzigd in N.V. Haagsche Buurtspoorwegen, een "papieren" maatschappij; de naam was dus nooit op voertuigen te zien. Wel was zij tot 1956 deels beursgenoteerd. De HBS deed dienst als een soort reserve; de gemeente bracht er geld in voor eventuele exploitatietekorten van de HTM.
De nieuwe onderneming GBHTM werd een gemengd (publiek-privaat) bedrijf dat voor 33% eigenaar was van de N.V. Haagsche Buurtspoorwegen (de voormalige NV Haagsche Tramweg-Maatschappij) en voor 66% van de gemeente. Het maatschappelijk kapitaal van de onderneming was verdeeld over zes aandelen: vier in handen van de gemeente Den Haag en twee in het bezit van de N.V. Haagsche Buurtspoorwegen (HBS). Door deze combinatie van gemeentelijk en particulier bezit noemde de HTM zich voortaan "Gemengd Bedrijf" en plaatste de letters GB voor HTM (GBHTM). Later kreeg de gemeente Den Haag vrijwel alle aandelen HBS in handen, maar een rechtstreeks gemeentevervoerbedrijf is de HTM nooit geweest. Pas na 2007 is de HBS ontbonden. 
Het nieuwe bedrijf ging ambitieus van start met het Tramplan 1927 : een visie op het openbaar vervoer in Den Haag. Dit tramplan werd in de jaren daarna gedeeltelijk uitgevoerd. De economische crisis van de jaren dertig van de twintigste eeuw zorgde ervoor dat sommige plannen nooit gerealiseerd zijn. De nieuwe lijnen 11, 20 en 21 werden wel in dienst gesteld. Het Tramplan voorzag verder in de verlenging van een aantal lijnen (2, 4, 17), de aanleg van de lijnen 16 en 19 en de overname van de NZH-lijn Scheveningen – Station Staatsspoor (en op termijn Voorburg) als lijn 18. Er werden grote orders geplaatst voor nieuw materieel: 30 motorwagens van de serie 801-830 en 50 aanhangwagens van de serie 751-780 en 901-920. Er zijn verschillende trams van deze series in museumcollecties bewaard gebleven, o.a. te zien in het Haags Openbaar Vervoer Museum.
De scherp dalende vervoerscijfers vanaf 1930 door de om zich heen grijpende internationale crisis gooiden de ambitieuze plannen van HTM om. Investeringen moesten worden uitgesteld en alle uitbreidingsplannen werden opgeschort. HTM besloot de motorwagens uit de beginjaren van de elektrische tram te moderniseren door ze om te bouwen. De verbouwing van motorwagens bleek bijna net zo duur als nieuwbouw en werd na 81 exemplaren stopgezet. Op verschillende lijnen werd eenmansbediening ingesteld en verdwenen de aanhangwagens. Vele medewerkers werden ontslagen en lonen werden meerdere keren verlaagd. Dit leidde tot een stroom klachten aan het hoofdkantoor. Klein lichtpuntje was de verlenging van lijn 3 tot de Kwartellaan (1931), van de intercommunale lijn I³ tot Voorburg Station (1934) en van lijn 20 naar Meer en Bosch (1936). Vanaf 1937 stegen de vervoerscijfers weer enigszins en werd weer personeel aangenomen. In 1939 werd het 75-jarig jubileum van de tram op sobere wijze gevierd met een extra dag verlof voor het personeel (ruim 1800 man). Door de algehele mobilisatie vanaf 29 augustus 1939 steeg het gebruik van het openbaar vervoer. De opleving was van korte duur door de steeds toenemende internationale spanning en de daarmee gepaard gaande onzekerheid.

### Periode 1940 - 1945:Tweede Wereldoorlog
Op 10 mei 1940 komt Den Haag in de vuurlinie van de Duitse aanvallers te liggen.
Op 1 mei 1940 werd lijn 2 nog voor honderden meters over de Sportlaan verlengd en zelfs op 23 november 1940 volgde een verlenging van lijn 5 naar de Appelstraat (bij de Walnootstraat). Maar de Duitse invasie heeft grote gevolgen voor het Haagse tramnet. Vooral het tramverkeer op de buitenlijnen naar Leiden en Delft werd onderbroken door de aanval op de vliegvelden Ypenburg en Valkenburg. Bijna van de een op de andere dag was busvervoer onmogelijk omdat de bezetter de distributie van onder meer brandstof sterk beperkte. Een klap voor de exploitatie was het feit dat de Duitsers bepaalden dat militair personeel gratis moest worden vervoerd. Hiervan werd bijzonder enthousiast gebruik gemaakt, zodat HTM zich gedwongen zag veel extra materieel en personeel in te zetten. Er werd bepaald dat pas om 7.00 uur ’s morgens de eerste rit mocht gaan rijden en dat alle trams om 20.30 uur ’s avonds in de remise moesten zijn. Verduisteringsmaatregelen werden getroffen, waardoor trams met minder verlichting gingen rijden. Om 's avonds toch iets te kunnen zien, werden bumpers en koppelingen van de trams wit geschilderd. Op kruisingen werd stapvoets gereden om vonkvorming van de stroomafnemers op de bovenleiding zo veel mogelijk tegen te gaan.
In 1941 steeg het aantal vervoerde passagiers met 22% en in 1942 met 54%. In 1943 vervoerde de HTM 138 miljoen passagiers. De grote drukte leidde tot "tramtrossen": passagiers die aan de buitenkant van de tram hingen.
Den Haag lag midden in de verdedigingslinie en dit had grote gevolgen voor de stad. Door de aanleg van een stelsel van bunkers met kanonnen (de Atlantikwall) werden op last van de bezetter grote delen van de gloednieuwe Vogelwijk, Statenkwartier en Scheveningen gesloopt. Het tramnetwerk met de lijnen naar die wijken moest grondig op de schop. Vele lijnen werden gesplitst of omgelegd en binnen de vesting Scheveningen (het Sperrgebiet) werd een geïsoleerde tramlijn geëxploiteerd. Binnen deze vesting reed uitsluitend militair vervoer, dat dus gratis geschiedde. Omdat steeds meer mannen in Duitsland werden tewerkgesteld of onderdoken, kampte HTM met een groot personeelstekort. Dit tekort werd opgevangen door vrouwen, die vanaf 5 april 1943 als conductrices aan de slag gingen.
Trams, bovenleiding en rails werden niet meer onderhouden en er trad grote slijtage op. Alles wat kon rijden, werd op de baan gebracht en puilde uit van passagiers. Steeds krapper werd de beschikbaarheid van stroom, zodat vanaf oktober 1944 nog slechts twee uur per dag werden gereden: van 7.30 tot 9.30 uur. Vanaf 17 november 1944 bleven de trams permanent in de remise en reden niet meer. De Duitsers vorderden rond de honderd voertuigen en transporteerde die naar Bonn, Bremen, Dortmund, Duisburg en Düsseldorf om daar in te zetten bij de platgebombardeerde Duitse trambedrijven. Door creativiteit en voorwendsels slaagde HTM erin het slechtste en oudste materieel als eerste te deporteren, maar ook de pas verbouwde bijwagens uit de serie 550-570 werden gevorderd.
Op 5 mei 1945 capituleerde de Duitse bezetter en lieten een vervallen, versleten en deels verwoeste stad achter. Zeventien personeelsleden van HTM hadden door oorlogsgeweld het leven verloren. En plaquette in het hoofdkantoor van HTM houdt de herinnering aan hen levend.

### Periode 1945 - 1999
Na de Tweede Wereldoorlog bouwde HTM het tramnet zeer snel weer op. Na de oorlog nam de bevolking van de stad flink toe. Geëvacueerde inwoners keerden terug en voor de grote nieuwe wijken die in het zuidwesten ontstaan, bouwt HTM aan een uitgebreid busnet.
Naarmate er meer vervoermiddelen beschikbaar kwamen (fiets, auto) nam het aantal tram- en busgebruikers af. De omzet daalde en ook de staking van personeel in augustus 1948 werd opgelost met een loonsverhoging. Op 1 november van dat jaar kreeg elke HTM-er er structureel f 1,- per week bij, die door de regering eerst als tijdelijke toeslag voor werkenden werd geoormerkt. Om uit de rode cijfers te komen stelde HTM een tariefsverhoging voor, maar deze werd niet goedgekeurd. Na vijf jaar soebatten mocht HTM deze uiteindelijk doorvoeren op 1 januari 1950. De verhoging was gemiddeld 25%.
Vanaf de jaren 1950 was er een jaarlijkse daling van het aantal passagiers en stegen de loonkosten met grote sprongen. In 1969 sprong de rijksoverheid voor het eerst bij en volgde structureel de Rijksbijdrage voor het openbaar vervoer. In 1981 werd van 7 tot en met 27 mei gestaakt. Het motto was ‘Ons recht is 6 + 6%’. De inzet ging om opeenvolgende loonoffers, die het kabinet met Bestek'81 wilde doorvoeren. In 1991 hadden HTM en vervoerder Westnederland plannen om te fuseren, maar zover is het nooit gekomen. In 1998 werd het beheer van het Nederlandse stads- en streekvervoer van de rijksoverheid naar de provincies en plusregio's gedecentraliseerd.

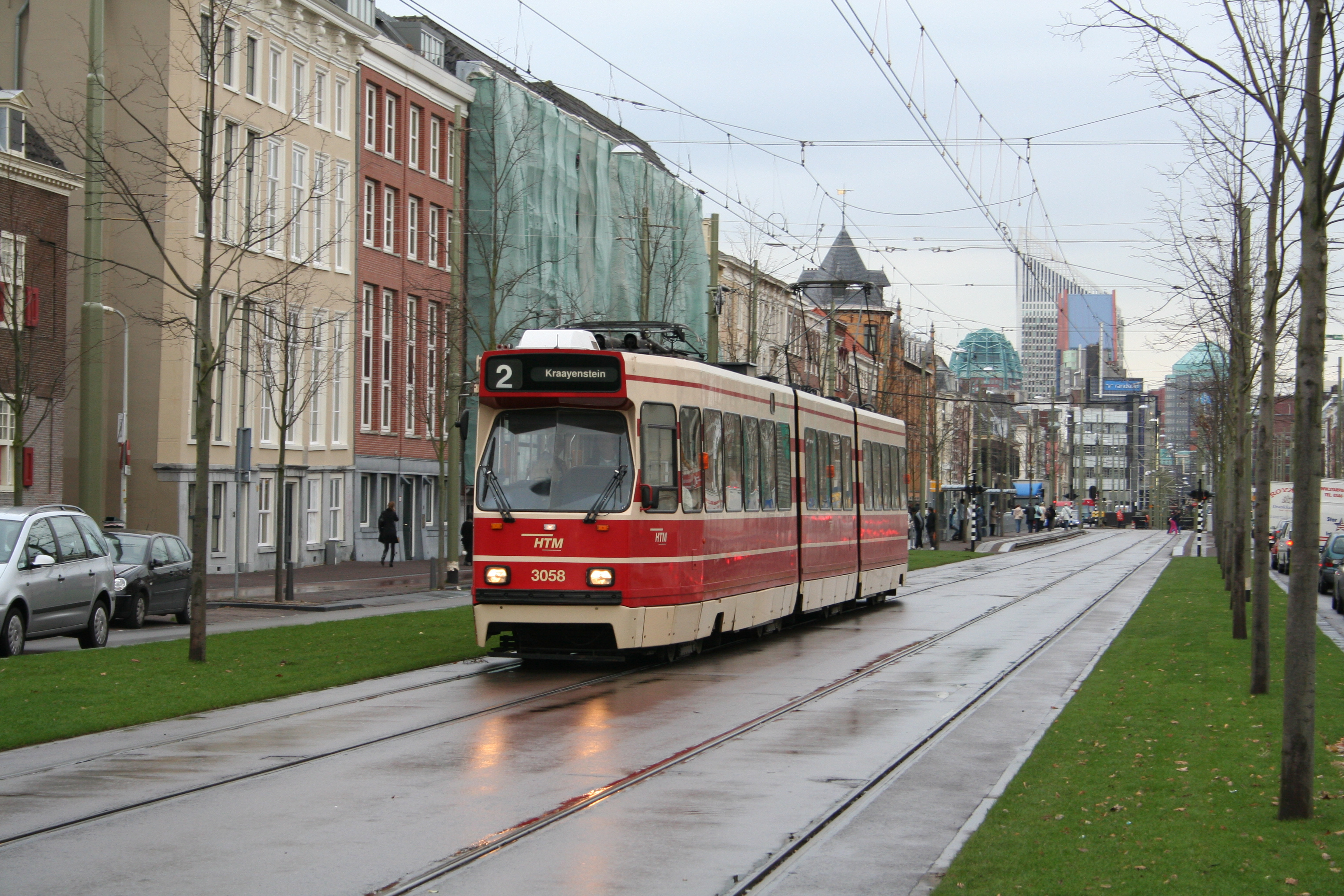
Haagse gelede tram, type GTL.

### Periode 2000 - nu:21e eeuw
Op 11 juni 2002 werd de naam van 'N.V. Gemengd Bedrijf Haagsche Tramweg-Maatschappij' gewijzigd in 'HTM Personenvervoer N.V.' Onder deze naam wordt sindsdien het openbaar vervoer in Den Haag en de regio geëxploiteerd.
Door de invoering van de Wet personenvervoer 2000 op 1 januari 2001 is marktwerking geïntroduceerd. Het openbaar vervoer in Nederland wordt sindsdien per regio of per verbinding na een bepaalde periode opnieuw aanbesteed. De winnende vervoersmaatschappij krijgt het exclusieve, maar tijdelijke recht op het verrichten van het openbaar vervoer binnen een regio. In de vier grote steden Amsterdam (GVB), Den Haag (HTM), Rotterdam (RET), Utrecht (GVU, onderdeel van Connexxion) werd het openbaar vervoer echter niet openbaar aanbesteed. Deze vergunningen werden onderhands aan bovenstaande bedrijven gegund. De opdrachtgever bepaalt bij deze onderhandse aanbesteding van tevoren welke vervoerder de concessie zal krijgen. Meestal is dit de vervoerder die reeds het vervoer in deze concessie uitvoert. Men beroept zich dan op de jarenlange ervaring die de vervoerder in deze concessie heeft opgebouwd, ook in een tijd waarin het openbaar vervoer nog niet werd aanbesteed.

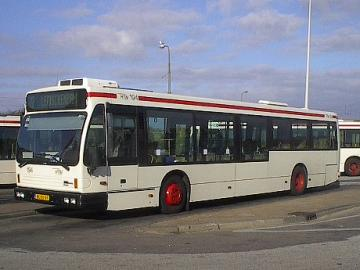
Haagse lagevloerbus, type Alliance

Het stadsbusvervoer werd tot 31 december 2011 ook onderhands aan HTM gegund. Bij de daaropvolgende aanbestedingsronde in 2012 werd het busvervoer gegund aan de combinatie van HTM met Qbuzz. HTM richtte hiervoor dochteronderneming HTMbuzz op. Met dochterbedrijf HTM Specials verzorgt HTM besloten busvervoer met taxi’s, taxibusjes en touringcars maatwerk voor groepsvervoer, onder meer van mensen met een beperking, scholieren en werknemers. Ook het vervoer met elektrische bussen op de luchthaven Schiphol, zowel op de platforms als tussen de hoofdterminal en de parkeerplaats P3 (lang parkeren), wordt door HTM Specials uitgevoerd.

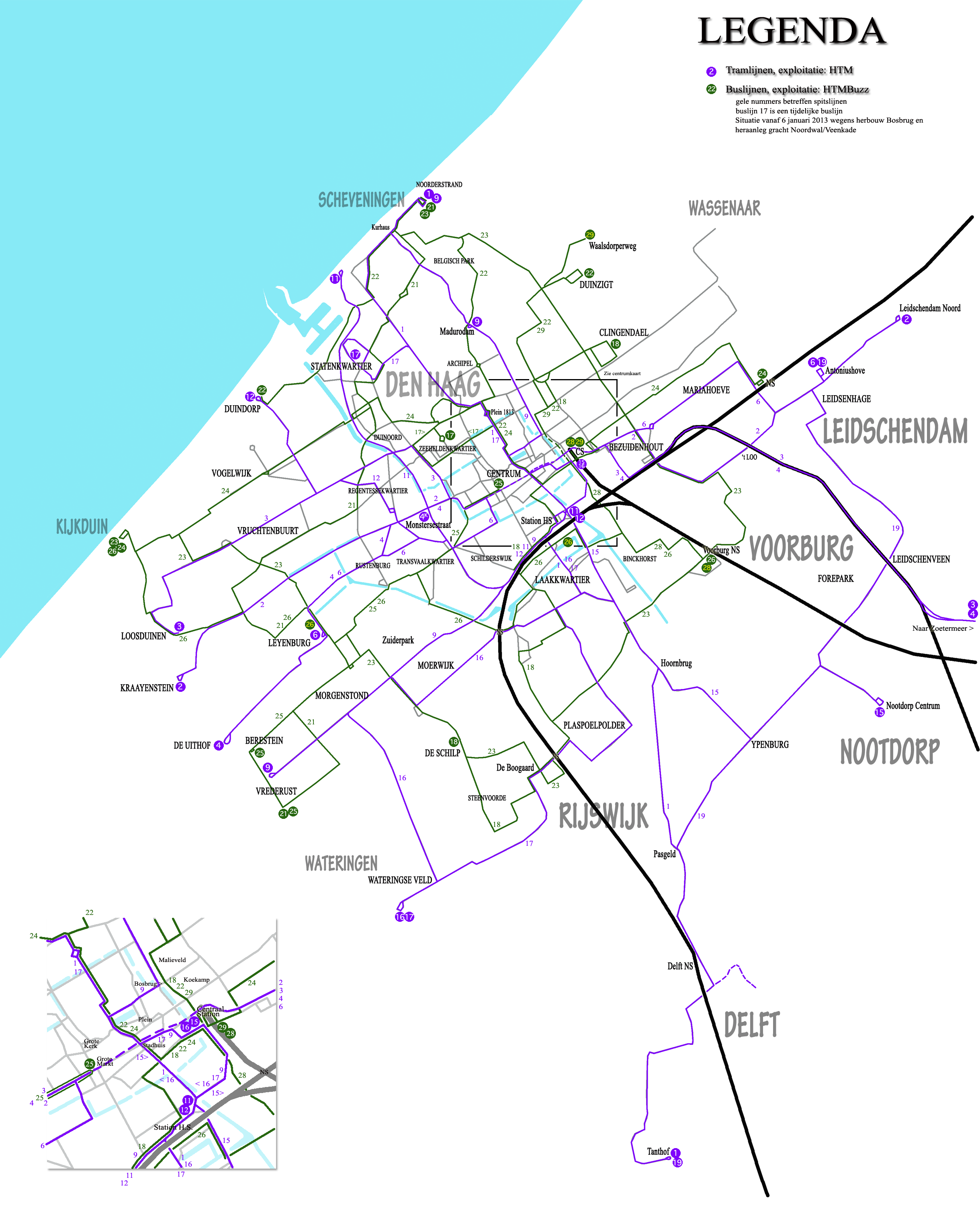
Per 6 januari 2013 - Paarse lijnen is tram en groene lijnen is bus.

In september 2012 werd bekend dat Nederlandse Spoorwegen (NS) 49% van de aandelen in HTM wilde overnemen. Het initiatief kwam van HTM en werd positief ontvangen door de (dan) enige aandeelhouder in HTM, de gemeente Den Haag. De Tweede Kamer was minder positief, VVD-Kamerlid Aukje de Vries vond bijvoorbeeld dat "een staatsbedrijf niet verder moet stappen in een markt waar is afgesproken dat de markt haar werk moet doen." Op 5 april 2013 stemde de Haagse gemeenteraad definitief in met het voorstel, waarbij NS 45 miljoen euro neerlegt voor de aandelen.
Doordat op 15 oktober 2013 de NS 49% van de aandelen in HTM overnam en 100% aandeelhouder was in Qbuzz kwamen de aandelen van HTMbuzz weer voor 100% in handen van HTM. De NS bleef door deze verschuiving van de aandelen voor bijna de helft mede-eigenaar van HTMbuzz, via HTM.
Op 6 juli 2016 werd bekendgemaakt dat NS de aandelen van zowel Qbuzz als HTM zou afstoten. Daarom kocht gemeente Den Haag de aandelen van HTM terug van NS. NS mocht geen dochterbedrijven meer hebben in Nederland, maar kondigde wel aan met gemeente Den Haag en HTM te blijven samenwerken aan beter OV.
Sinds 7 december 2016 zijn de aandelen van HTM weer in handen van de gemeente Den Haag en heeft MRDH een aandeel met bijzondere rechten.
Op deze datum verkreeg HTM ook de railconcessie voor het openbaar vervoer in de Haagse regio voor de periode van 2016 tot 2026. Dit werd later verlengd tot 2031. Op 17 mei 2017 heeft de Metropoolregio Rotterdam Den Haag bekendgemaakt de inbesteding van het busvervoer in de Haagse regio aan HTM te geven. Op 8 december 2019 ging de busconcessie officieel in en geldt voor de periode van 2019 - 2034.

## Materieel

### Tram
De tramvloot van de HTM bestaat uit de speciaal voor HTM ontwikkelde GTL (type Gelede Tram Lang van BN), trams voor RandstadRail (RegioCitadis van Alstom) en stadstrams met de huisstijl R-net (type Avenio van Siemens).

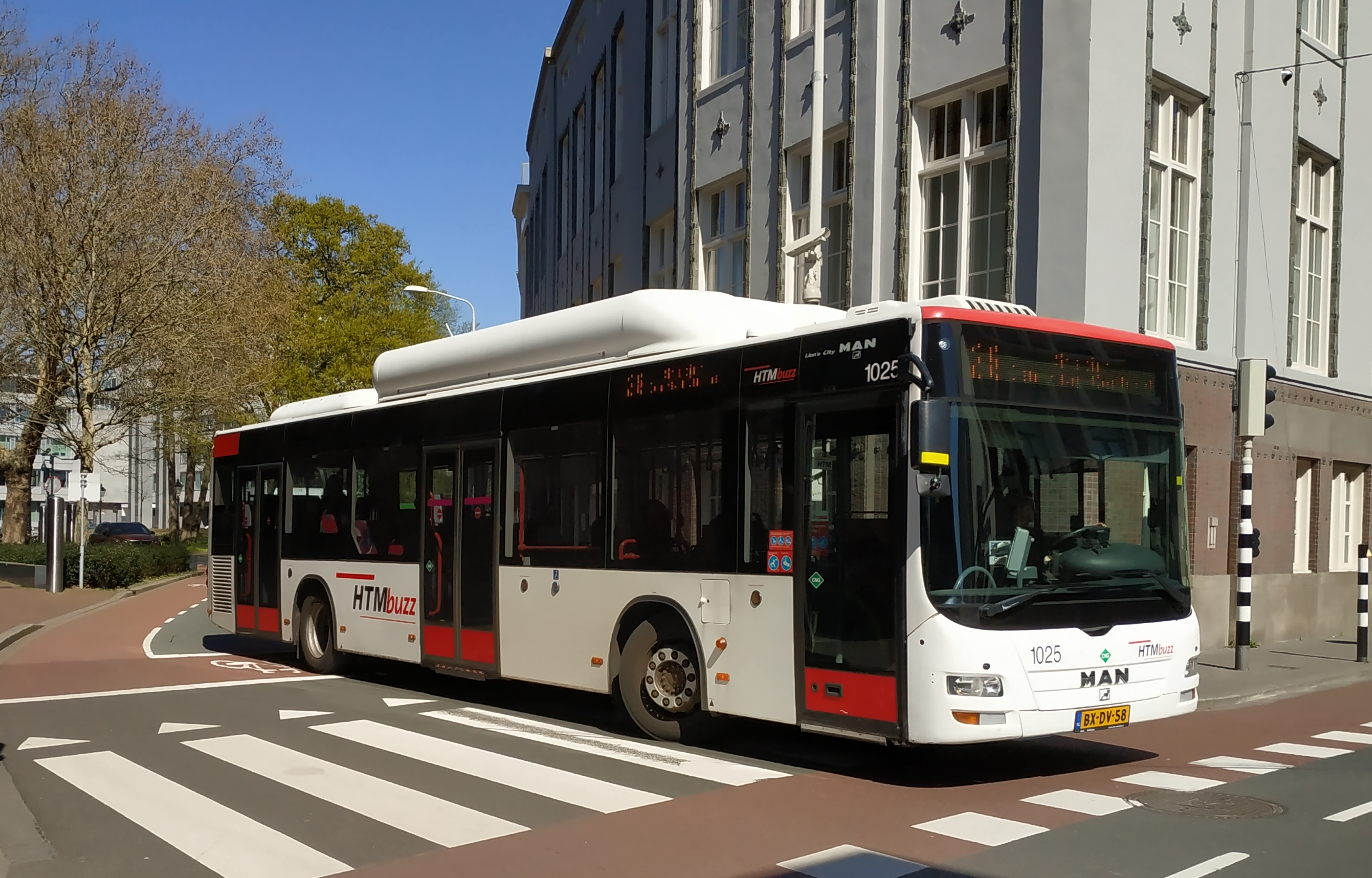
MAN Lion's City-bus

### Bus
De busvloot van de HTM bestaat uit een volledig laagvloerig bussenpark. Bij HTM rijden aardgasbussen van MAN (type Lion's City op CNG) en elektrische bussen van VDL (type Citea SLF-120 E).
Sinds 3 februari 2025 rijden bij HTM ook elektrische bussen van Mercedes-Benz (type eCitaro van 12m en eCitaro G van 18m) tijdens de spitsuren. Deze zullen vanaf medio 2025 volledig in dienst komen.

### Speciaal vervoer
HTM had voor speciaal vervoer nog 33 voertuigen. Deze bussen reden bij dochter HTM Specials. HTM Specials reed tot 2020 o.a. op Schiphol op het Platform en tussen de vertrekhallen en de parking P3 en P4. HTM heeft besloten om zich te richten op haar kerntaken, namelijk het verzorgen van het openbaar vervoer per tram en stadsbus in de regio Haaglanden. In 2020 en 2021 zijn alle voertuigen van HTM Specials van de hand gedaan. In mei 2019 introduceerde HTM de HTM Fiets als aanvulling op haar openbaar vervoer. Er zijn 200 fietsen beschikbaar in Den Haag, Leidschendam-Voorburg, Rijswijk en Zoetermeer. Sinds februari 2023 is HTM gestopt met het aanbieden van de HTM Fiets in Den Haag, Leidschendam-Voorburg en Rijswijk, HTM Fiets wordt wel voortgezet in Zoetermeer. Sinds januari 2024 wordt dit alleen aangeboden op Station Lansingerland-Zoetermeer.

### Materieeloverzicht
Trams
- 56 stadstrams, type GTL8[14]
- 71 lightrailtrams voor RandstadRail, type RegioCitadis[15]
- 70 lagevloertrams, type Avenio[16]

Bussen
- 125 stadsbussen (plus 3 lesbussen) op aardgas, type MAN Lion's City (CNG)[17]
- 8 elektrische stadsbussen, type VDL Citea SLF-120 Electric[18]
- 37 elektrische stadsbussen, type Mercedes-Benz eCitaro 12m[19]
- 7 elektrische stadsbussen, type Mercedes-Benz eCitaro G 18m[20]

De restauranttram (GTL8 3035) is sinds 11 mei 2014 ingezet als rijdend restaurant en niet langer in het bezit van HTM. De vier pekeltrams (GTL8 3009, 3011, 3024 en 3044) rijden sinds november 2013 bij winterse omstandigheden en bij instructieritten.

## Organisatie
HTM exploiteert 11 tramlijnen, 3 lijnen van RandstadRail, 9 stadsbus- en 6 nachtbuslijnen. HTM verricht haar vervoerdiensten op concessiebasis in de gemeenten Delft, Den Haag, Leidschendam-Voorburg, Pijnacker-Nootdorp, Rijswijk en Zoetermeer.

### Servicewinkels

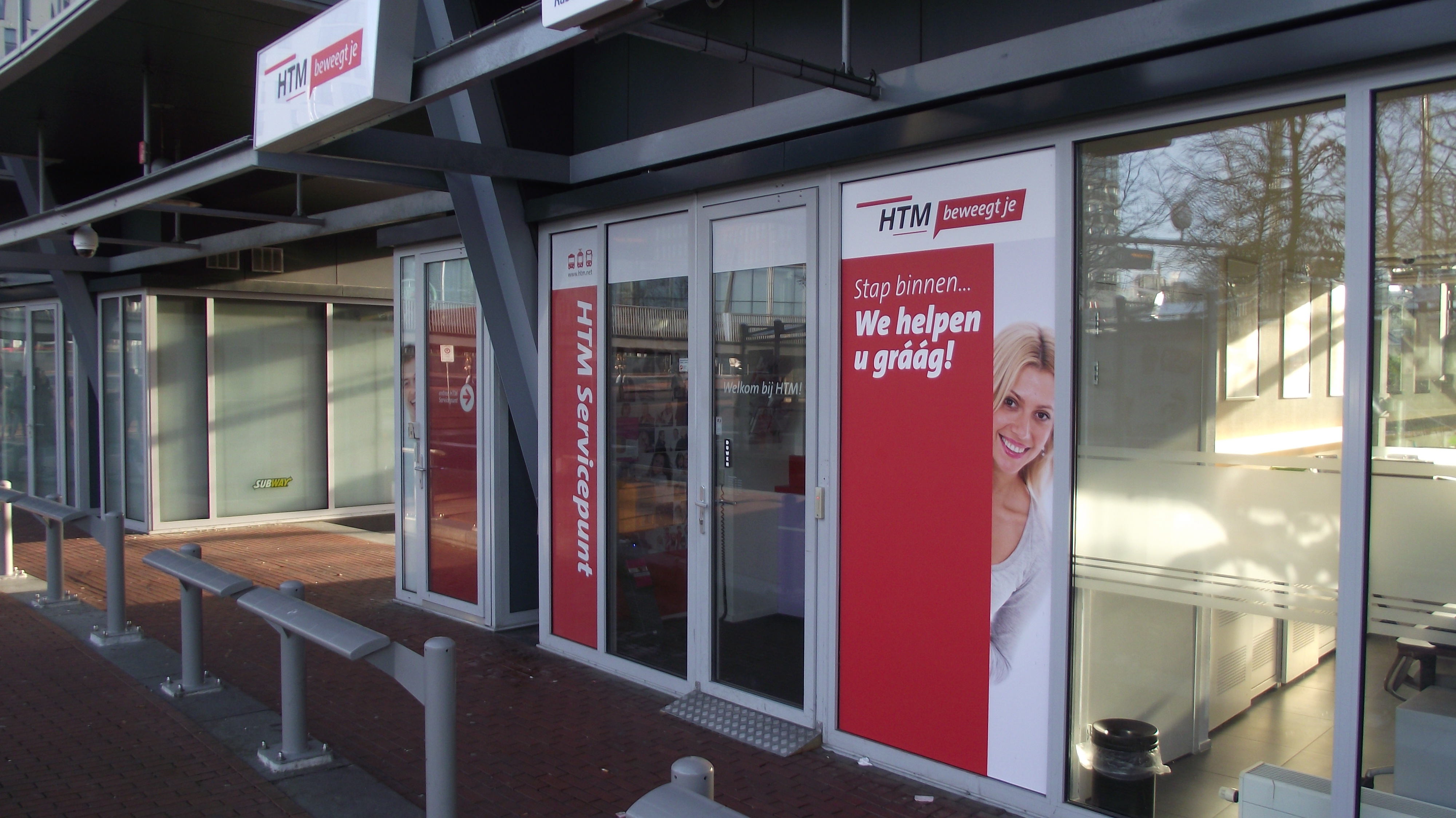
Servicewinkel in Zoetermeer.

HTM heeft drie servicewinkels voor reizigers:
- Station Den Haag Centraal
- Station Den Haag HS
- Zoetermeer Centrum-West

### Kantoren
HTM heeft verschillende kantoren voor medewerkers:
- Locatie Centraal Station
- Locatie Hollands Spoor
- Locatie Meppelweg
- Locatie De Werf
- Locatie Maanweg
- Locatie Telexstraat
- Locatie Zinkwerf (Vakschool Uitvoering en Vakschool Techniek)
- Locatie Rijnstraat

Het hoofdkantoor is gevestigd op de 3e en 4e etage van kantorencomplex Stichthage in het station Den Haag Centraal.

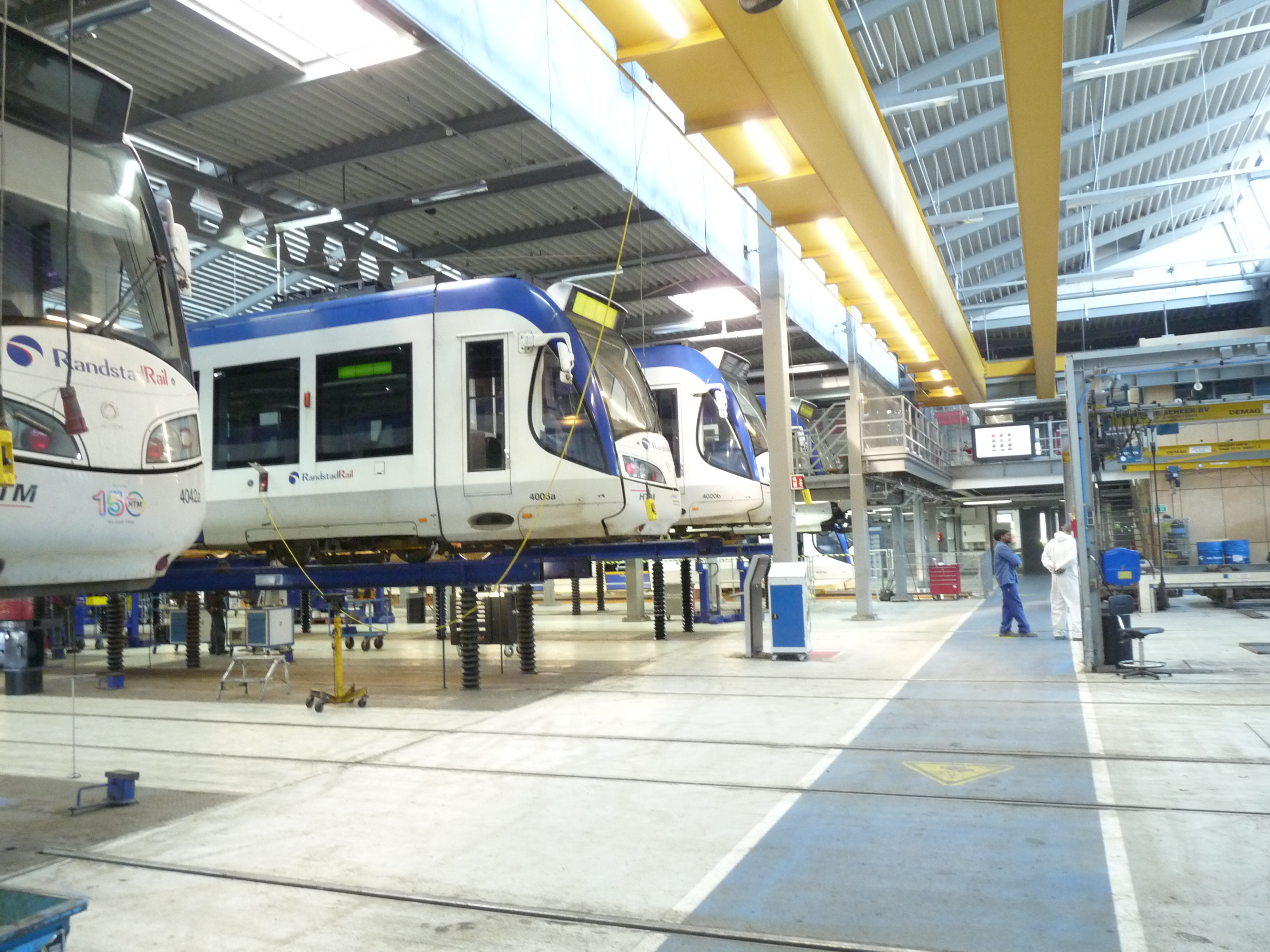
Werkplaats Zichtenburg.

### Remises, opstelterreinen en werkplaatsen (tram)
HTM heeft de volgende remises, opstelterreinen en een werkplaats:

#### Remises
- Scheveningen: Is aangesloten via de Harstenhoekstraat op het tramnet, nabij tramhalte Kurhaus. Wordt tot begin september 2025 verbouwd voor breedmaterieel.
- Lijsterbesstraat: Is rechtstreeks aangesloten op RandstadRail 3 en tramlijn 12, tussen de haltes Azaleaplein en Goudenregenstraat. In gebruik voor de rood/beige tram, type GTL.
- Zichtenburg: Is rechtstreeks aangesloten op RandstadRail 4 en verbonden met het eindpunt van tramlijn 2 via een in/uitrijsporen op de De Werf en de Margaretha van Hennebergweg. In gebruik voor RegioCitadis van RandstadRail en de Avenio van de stadstram.

#### Opstelterreinen
- Meppelwerf: Opstelterrein is verbonden met het eindpunt, halte Kraayensteinlaan van tramlijn 2 via een in/uitrijsporen op de De Werf en de Margaretha van Hennebergweg. In gebruik voor RegioCitadis van RandstadRail en de Avenio van de stadstram. Daar kunnen maximaal 36 trams gestald worden.
- Leidschendam: Opstelterrein is gelegen naast de werkplaats van NS voor treinen. Er is een spooraansluiting op RandstadRail en het hoofdrailnet van NS. In gebruik voor de type RegioCitadis van RandstadRail.
- De Twee Wilgen: Opstelterrein is gelegen tussen de Van Tuyllpark en Lansingerland-Zoetermeer in Zoetermeer, langs RandstadRail 4. In gebruik voor de RegioCitadis van RandstadRail. Daar kunnen maximaal 17 trams gestald worden.

#### Werkplaats
- De Werf: Werkplaats rechtstreeks aangesloten op RandstadRail 4 en verbonden met het eindpunt, halte Kraayensteinlaan van tramlijn 2 via een in/uitrijsporen op de De Werf en de Margaretha van Hennebergweg. Hier vindt het onderhoud van de trams plaats.

Verder is er de niet meer voor exploitatie van HTM in gebruik zijnde remise Frans Halsstraat, die wordt gebruikt door de museumtrams van het Haags Openbaar Vervoer Museum die historische ritten maken op het Haags tramnet. Deze remise wordt gebruikt door HTM voor materieelpresentaties of andere representatieve doeleinden, zoals conferenties. De remises Maaldrift in Wassenaar en 's-Gravenmade in Rijswijk, die voor de buitenlijnen dienden, zijn gesloopt.

### Garage en werkplaatsen (bus)
HTM heeft de volgende garage en werkplaats:
- Telexstraat/Radarstraat: Garage en werkplaats ligt met de ingang op de hoek van de Telexstraat en de Radarstraat waarbij aansluiting is op de Fruitweg, nabij tramhalte Dynamostraat. Hier vindt het onderhoud van de bussen plaats.

### Jaarcijfers
|                      | 2014  | 2015   | 2016   | 2017   | 2018   | 2019   | 2020   | 2021   | 2022   | 2023   |
| -------------------- | ----- | ------ | ------ | ------ | ------ | ------ | ------ | ------ | ------ | ------ |
| Passagiers (rail)    | 254   | 80.048 | 81.132 | 82.012 | 83.967 | 87.170 | 45.638 | 48.157 | 65.146 | 77.399 |
| Passagiers (bus)     | 50    | 15.593 | 15.901 | 15.892 | 15.696 | 15.421 | 8.008  | 8.530  | 11.413 | 14.139 |
| Omzet                | 301,9 | 311,1  | 316,8  | 291,7  | 283,4  | 300,6  | 287,0  | 299,7  | 315,4  | 344,3  |
| Financiële resultaat | –5,9  | 6,1    | 4,5    | 5,2    | 3,5    | 3,9    | –6,2   | 5,7    | 1,9    | 2,2    |

Aantal reizigers in duizenden per jaar (2014 per dag), bedragen in miljoenen en euro.
|                                 | 2014 | 2015 | 2016 | 2017 | 2018 | 2019 | 2020 | 2021 | 2022 | 2023 |
| ------------------------------- | ---- | ---- | ---- | ---- | ---- | ---- | ---- | ---- | ---- | ---- |
| Lightrail (tramlijn 3, 4 en 34) | 7,4  | 7,5  | 7,6  | 7,5  | 7,8  | 8,0  | 7,9  | 8,1  | 7,9  | 7,9  |
| Tram                            | 7,3  | 7,4  | 7,5  | 7,8  | 7,9  | 8,0  | 7,9  | 8,0  | 8,0  | 7,8  |
| Bus                             | 7,5  | 7,7  | 7,7  | 7,8  | 7,9  | 8,0  | 8,1  | 8,2  | 8,2  | 8,0  |

### Uitbreidingen en samenvoegingen op het lijnennet
De eerste grote aanpassingen die HTM doorvoerde waren die van 1930. Als gevolg van een grote stijging van de werkloosheid door de internationale crisis en de daarmee gepaard gaande scherpe daling van het aantal vervoerde passagiers, voerde HTM eenmansbediening in op enkele zwakke tramlijnen, werden de frequenties verlaagd en werd de verbouwing van motorwagens stopgezet. Op verschillende lijnen verdwenen de aanhangwagens. Vele medewerkers werden ontslagen en lonen werden meerdere keren verlaagd. Er volgden vele frequentieverlagingen, waarbij vooral de uiteinden van de Haagse dubbellijnen (6/13, 5/20 en 1/21) werden getroffen. Dit leidde tot een stroom klachten aan het hoofdkantoor. Pas in 1937 konden enkele maatregelen worden opgeheven en kwamen er weer meer passagiers.
Na de Tweede Wereldoorlog werd het tramnet in grote lijnen weer opgebouwd tot de vooroorlogse situatie. Enkele opgeheven trajecten, zoals van lijn 2 over de Sportlaan, van lijn 4 door het Bezuidenhout en van lijn 10 naar Duindorp keerden niet terug. Het traject van lijn 3 naar de Vogelwijk keerde wel terug (in 1955). Door de bouw van nieuwe wijken waren er ook enkele uitbreidingen. Zo ging tramlijn 4 naar Moerwijk rijden. Ook werd een groot busnet opgebouwd dat vooral de zuidwestelijke uitbreidingswijken Vrederust, Berestein en Morgenstond ging bedienen. Deze groeiperiode duurde tot rond 1960. Voor het eerst werd fors in de exploitatie gesneden tussen 1958 en 1963. Tramlijn 4 werd in 1959 op het zuidelijke traject vervangen door lijn 16 en 17 en het noordelijk traject naar Marlot werd omgezet in een buslijn met hetzelfde nummer. De tramlijnen 1 (Prins Mauritslaan – Station Staatsspoor) en 15 (Zuiderparklaan – Station Staatsspoor) werden in april/mei 1958 opgeheven. De tramlijnen 2 (Kerkplein – Meer en Bos) en 5 (Prinsessegracht – Appelstraat) volgden in 1963. In deze gevallen ging het om dubbellijnen met gering vervoer op de eindtrajecten. De buslijnen die deze vier tramlijnen opvolgden werden al na enkele jaren opgeheven. Ook de interlokale tramlijn naar Wassenaar en Leiden werd in 1961 opgeheven. De exploitatie werd aan busbedrijf NZHVM overgedaan. Lijn 6 werd in datzelfde jaar verlengd naar Mariahoeve en in 1965 over korte afstand naar Leyenburg. In 1969 werd de nota OV 1969 gepresenteerd, met daar in het semi-metro plan. Er zou weinig van terechtkomen. 
De tweede forse ingreep geschiedde door de uitvoering van het Plan Lehner. Buslijnen die in het centrum eindigden werden aan elkaar gekoppeld, zodat doorgaande (diametrale) verbindingen zonder overstappen ontstonden, met als bijkomend voordeel een besparing op exploitatiekosten doordat eindpuntrusttijden van het personeel konden worden ingekrompen en minder bussen nodig waren. Tevens werd het lijnennet gerationaliseerd door de tramlijnen 3 en 7 te combineren tot één lijn 3 en door lijn 10 te combineren met de interlokale tramlijn naar Voorburg. Daarbij verdwenen de trajecten door onder meer de Boekhorststraat en de Groot-Hertginnenlaan. Een groot gedeelte van de drukbevolkte Schilderswijk verloor door deze maatregelen het openbaar vervoer, temeer daar lijn 12 een snellere route kreeg om de wijk heen. Tramlijn 14 werd buslijn.
Mede onder druk van de oliecrisis en de lering die daaruit werd getrokken, kwam het stedelijk openbaar vervoer in de jaren 1970 weer in de belangstelling. Er volgden in hoog tempo uitbreidingen van het tramnet: in 1971 lijn 6 naar Leidschendam enerzijds en Berestein anderzijds en in 1974 lijn 9 naar Vrederust. Ook in de gemeenteraad kwam een kentering in de ideeën hoe een binnenstad hoorde te functioneren. De auto werd enigszins in de ban gedaan door betaald parkeren in te stellen en autovrije straten in te richten. Nieuwe wijken rond Loosduinen kregen vanaf 1974 eerst buslijnen en later tramlijnen: de nieuwe lijn 2 en doortrekking van lijn 3. Deze laatste lijn onderging ook een verlenging op Voorburgs grondgebied.
In de jaren vanaf 1990 werden steeds vaker milieuargumenten aangevoerd om uitbreiding van het openbaar vervoer te promoten. De grootstedelijke uitbreiding met Vinex-wijken zorgde voor een groei in de exploitatie met de instelling van nieuwe tramlijnen: 15 (naar Nootdorp via Ypenburg), 17 (via Rijswijk Plaspoelpolder en Steenvoorde naar Wateringse Veld) en het doortrekken van lijn 16 naar dezelfde wijk via een andere route. Tevens werd een tramlijn 19 gebouwd tussen Leidschendam en Delft. Binnenstedelijk werd met de ingebruikname van de Haagse tramtunnel (Souterrain) en de ombouw van tramlijn 3 en gedeeltelijk 6 tot RandstadRail-lijnen 3 en 4 een forse exploitatie-uitbreiding bereikt. Ook werd buslijn 26 (Binckhorst – Station Hollands Spoor – Kijkduin) steeds belangrijker. De binnenstedelijke buslijn 25, eens de drukste buslijn van Den Haag, werd voor de uitbreiding van de railexploitatie ingekort.
Met ingang van 19 mei 2019 is RandstadRail 4 uitgebreid naar station Lansingerland-Zoetermeer.

### 2003 en verder

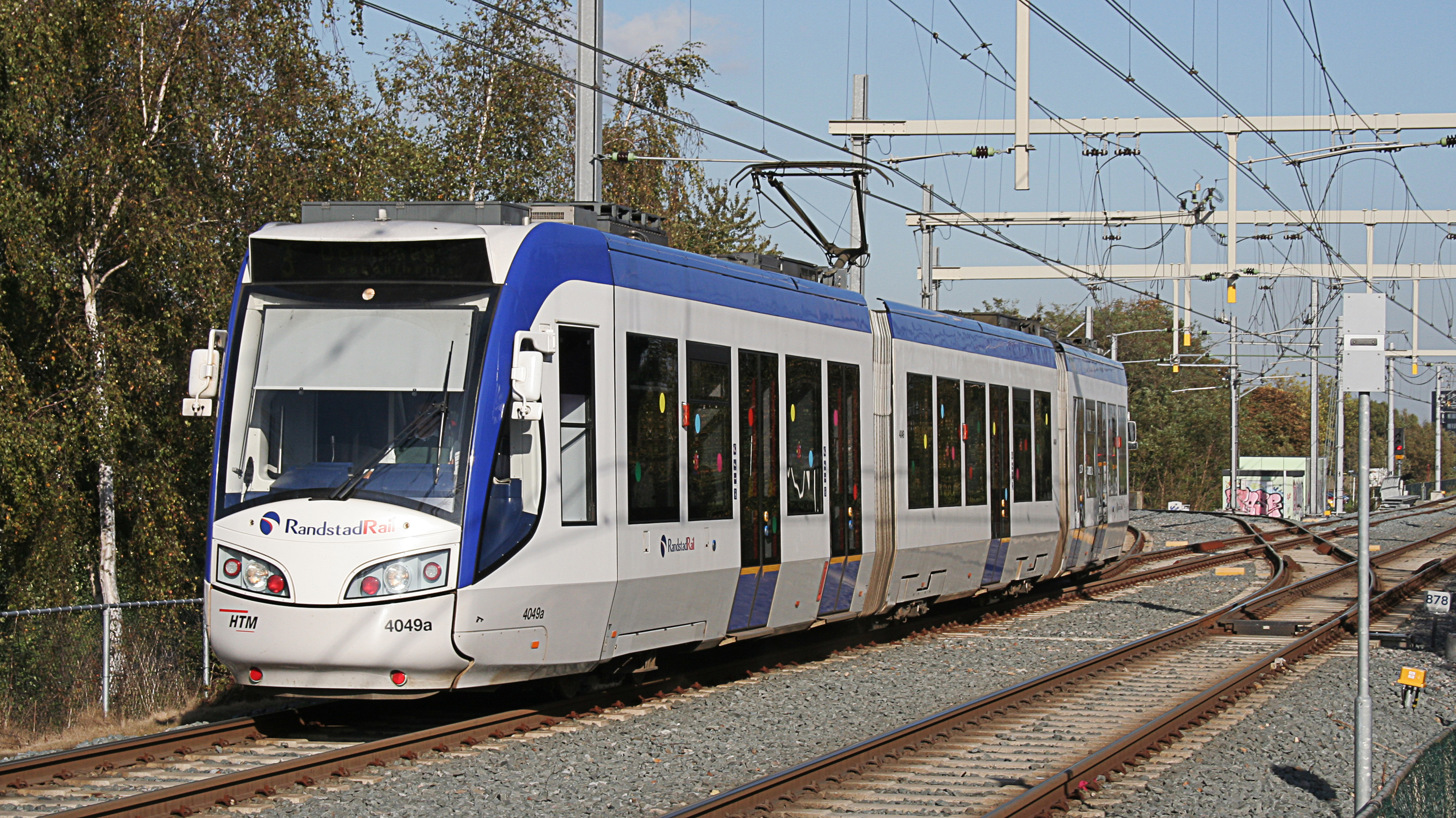
RegioCitadis van RandstadRail in Zoetermeer.

Door middel van efficiencyverbeteringen en het herschikken van het lijnennet werden in 2003 maatregelen doorgevoerd om met hogere tarieven, meer kaartcontrole en de kaasschaafmethode bezuinigingen te realiseren. Tramlijn 8 werd richting Scheveningen vervangen door tramlijn 1 en tramlijn 10 werd een spitslijn. Om het Zeeheldenkwartier te compenseren door het wegvallen van tramlijn 3 werd lijn 17 daardoorheen gevoerd. Tramlijn 12 werd ingekort tot Station Hollands Spoor waarbij het lijngedeelte HS – CS door lijn 17 werd overgenomen. Bij de buslijnen werd de route van lijn 13 en 14 versoberd. Buslijn 5 werd opgeheven en gedeeltelijk door 22 vervangen. Door het steeds afnemende passagiersvervoer naar Clingendael werd buslijn 18 in 2010 ingekort tot het Centraal Station en werd het genoemde lijngedeelte overgenomen door een lijn 28 met een lagere frequentie. Dit werd in 2012 ongedaan gemaakt, maar in 2018 werd buslijn 18 opgeheven. Grotendeels van deze buslijn werd overgenomen door buslijn 22 en 29 behalve in Clingendael. Daar werd het busvervoer opgeheven. Van 12 oktober 2020 t/m 10 januari 2021 werd op aandringen van de gemeente Den Haag lijn 30 op proef ingesteld tussen Den Haag Centraal en Duinzigt via Clingendael, omdat lijn 18 daar verdwenen was. Deze lijn reed gecombineerd met lijn 20, dus een slag (heen en terug) 20 en daarna een slag 30. Het bleef bij deze proef. Sinds 1 januari 2023 rijdt tussen het centrum van Den Haag en Benoordenhout de Haagse Hopper. Deze rijdt als een 8-persoonsbus waarvoor er van tevoren gereserveerd kan worden en rijdt niet volgens een vaste route maar wel met vaste halten. Hierdoor wordt de wijk Clingendael weer voorzien van beperkt busvervoer.
In 2010 had het kabinet bekendgemaakt dat er gekort werd op de inkomsten van het Stadsgewest Haaglanden. Dat betekende dat het Stadsgewest minder geld ontving via de Brede Doel Uitkering (BDU) en het Rijk een besparing had ingeboekt in verband met de verplichte aanbesteding van het stadsvervoer, de zogenaamde aanbestedingskorting. De omvang van de aanbestedingskorting op het stadsvervoer werd gerekend op een bedrag van € 14 mln. per jaar met ingang van 2013 en € 28 mln. per jaar met ingang van 2015. Daarnaast werd de eerder door het Rijk toegezegde reële groei van de BDU met 1,1% per jaar niet geëffectueerd en werd een generieke korting op de BDU toegepast van 5% per jaar. Dit leidde tot een korting op het budget van € 4 mln. in 2011 oplopend tot € 24 mln. in 2020. Voor 2012 bedroeg de korting op de BDU € 7 mln. Ten slotte werd ook de loon-prijsindex van 2010 niet doorberekend. Dit leidde tot een korting van € 3 mln. per jaar op het budget.
Anno 2011 werkte de kaasschaafmethode niet meer voldoende en moesten door de grote korting op de BDU meer bezuinigingen worden doorgevoerd. De door het Rijk opgelegde bezuinigingen betekende het schrappen van 10% van het openbaar vervoer in Haaglanden. Bij HTM werden per medio december 2011 de volgende bezuinigingenmaatregelen genomen:
- Tramlijn 2 kreeg een lagere frequentie met grotere voertuigen, type RegioCitadis van RandstadRail;
- RandstadRail 3 en 4 kregen een lagere frequentie;
- Spitstramlijnen 8/8K werden opgeheven en er werd een 9/9K-combinatie in het leven roepen met verminderde basisfrequenties;
- Tramlijn 10 werd opgeheven tussen Hollands Spoor en station Voorburg;
- Tramlijn 11 kreeg overdag een lagere frequentie;
- Buslijn 20 werd opgeheven;
- Buslijn 22 wordt naar Duindorp geleid in plaats van de frequenter rijdende buslijn 23.
- Alle buslijnen kregen na 20.00 uur een halfuurdienst in plaats van een kwartierdienst.

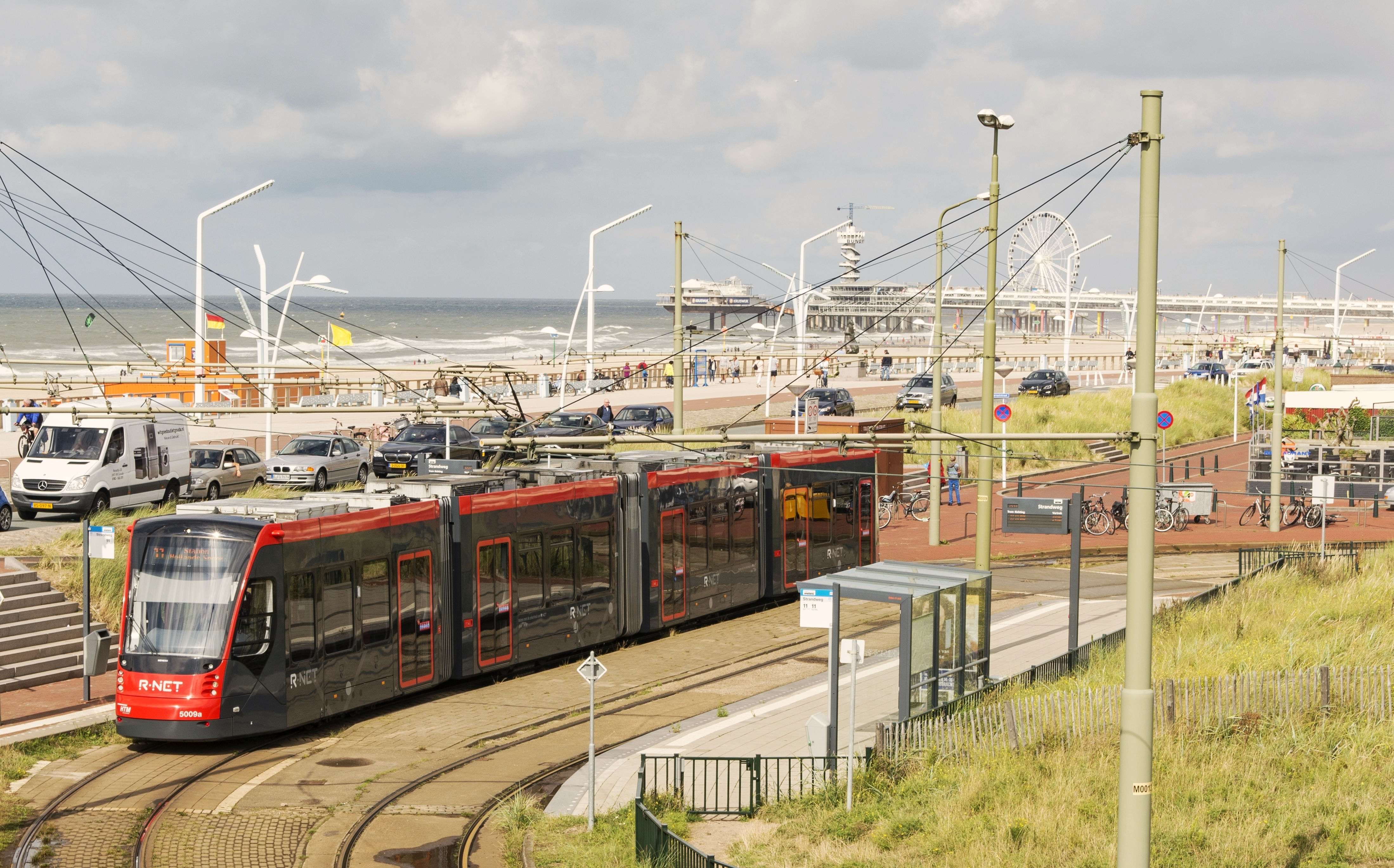
Avenio 5009 op halte Strandweg aan de Scheveningse Boulevard.

Vanaf 2015 beschikte de HTM over zestig nieuwe tweerichtingtrams (type Avenio). Deze serie moderne stadstrams werden in de Siemensfabriek in Wenen gemaakt. Op 5 juli 2014 werd het eerste exemplaar aan koning Willem-Alexander gepresenteerd tijdens de viering van 150 jaar tram. Vanaf 2 november 2015 werd de eerste Avenio-tram ingezet op lijn 2. Vanwege de toename van het aantal reizigers besloot de Metropoolregio Rotterdam Den Haag (MRDH) dat HTM tien extra stadstrams van het type Avenio nodig had. HTM bestelde deze tien extra trams bij Siemens die in 2019 geleverd werden.

## Lijnennet 2025

### Tramlijnen
HTM rijdt met 3 type trams: de GTL, de RegioCitadis en de Avenio op 11 tramlijnen door Den Haag, Delft, Leidschendam, Nootdorp, Rijswijk, Voorburg en Wateringen.
Vanaf 2026 moet de Haagse TINA de GTL's die nu nog rijden op lijnen 1, 6, 10 en 12 vervangen, de eerste TINA tram (7001) is in augustus 2025 in Den Haag gearriveerd.

### Lightrail
HTM rijdt met RegioCitadis op 3 lijnen van RandstadRail tussen Den Haag, Voorburg, Leidschendam en Zoetermeer.

### Buslijnen
HTM rijdt met drie type bussen: MAN Lion's City CNG (A21), VDL Citea SLF-120 E en de Mercedes-Benz Citaro (12 en 18 meter) op negen buslijnen door Den Haag, Rijswijk en Voorburg.
In februari 2025 is er, na een testbedrijf op lijn 24, fasegewijs begonnen met het rijden van nieuwe 12 meter lange elektrische eCitaro-bussen op de lijnen 20, 21, 22 en 28. In maart is begonnen met het testbedrijf van de 18 meter lange variant (eCitaro G) op lijn 24, waarna deze ook fasegewijs zal worden ingezet op 23, 25 en 26. De verwachting is dat de 18 meter lange variant (eCitaro G) vanaf juni wordt opgenomen in de dienstregeling. 

### Nachtnet
HTM rijdt met MAN Lion's City CNG (A21) onder de naam HTM Nachtbus op zes nachtbuslijnen (N1 t/m N6) door Den Haag, Leidschendam, Nootdorp, Rijswijk, Voorburg, Voorschoten, Wassenaar en Zoetermeer. Van de uitbraak van het coronavirus in 2020 tot eind april 2024 reden de nachtbuslijnen niet, eerst vanwege de coronamaatregelen en daarna door personeelstekort.

## Andere activiteiten

### Busvervoer op Schiphol
HTM Specials onderhield buiten de regio Haaglanden besloten busvervoer op de luchthaven Schiphol, ten behoeve van luchtreizigers tussen de parkeerplaatsen en de terminals en als ondersteuning van de platformdiensten. Dit contract liep in 2020 af, waarna het vervoer werd overgedragen aan Arriva Touring.

### Tramrestaurant de Hoftrammm

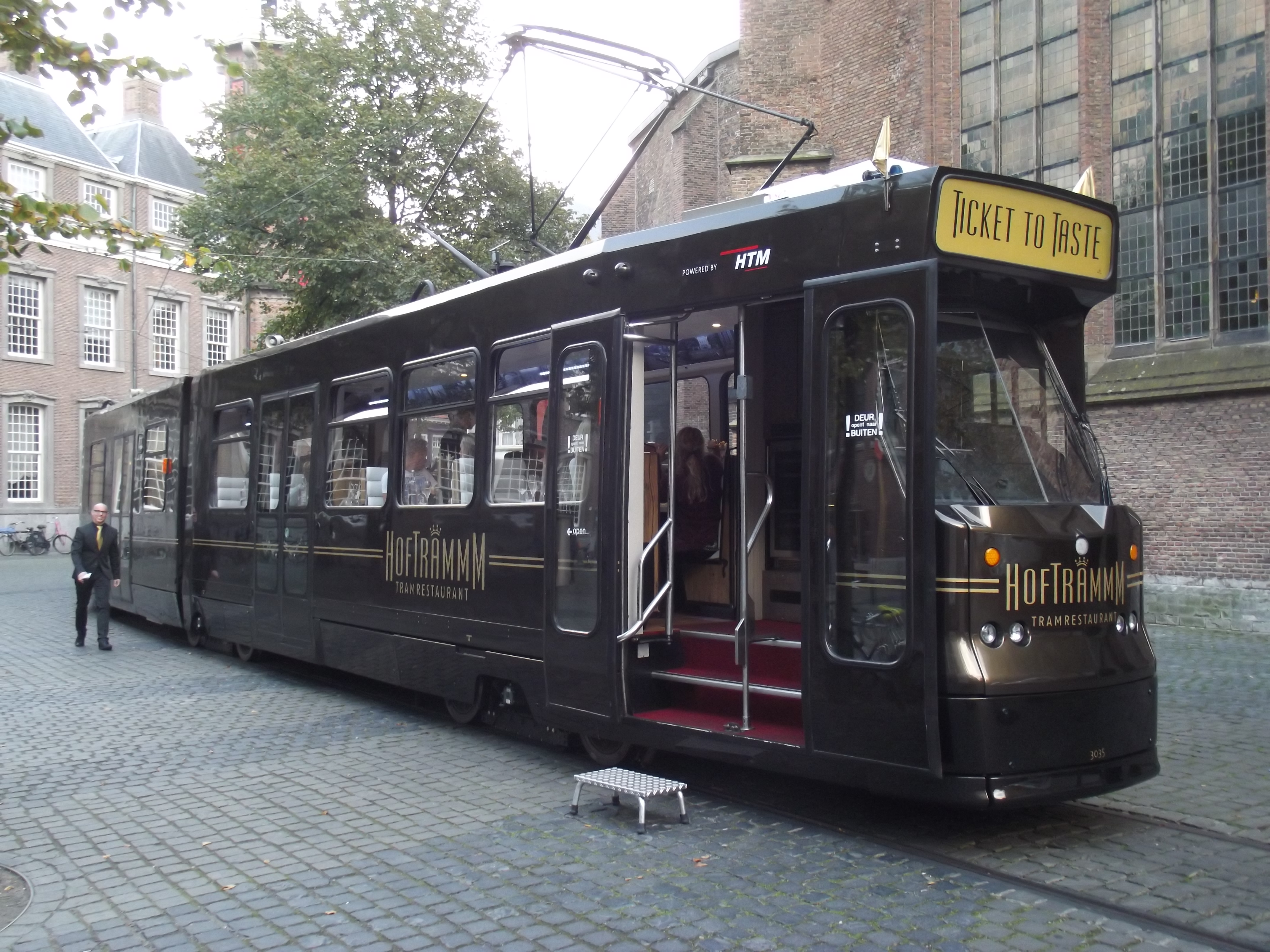
Hoftrammm bij de Grote Kerk

In samenwerking met ondernemer Bobby van Galen is GTL-tram 3035 aangepast als tramrestaurant de Hoftrammm. In deze tram kan men een tafel reserveren om tijdens een rondrit op het Haagse tramnet een bijzonder diner te nuttigen. Deze tram wordt ook verhuurd aan gezelschappen.

### Stadsvervoer Dordrecht
HTM nam in 2001 Stadsvervoer Dordrecht (SVD) over. In januari 2007 werd het vervoer in Dordrecht na aanbesteding opgedragen aan Arriva, wat het einde van SVD betekende.

### SVN
Samen met Novio heeft HTM in 2003 Stadsvervoer Nederland (SVN) opgericht om de landelijke markt te betreden, maar HTM heeft eind 2004 alle aandelen verkocht. SVN werd toen eigendom van Novio en VolkerWessels en werd op 1 januari 2007 overgenomen door Connexxion.

### Novio
In augustus 2005 was de gemeente Nijmegen voornemens Novio te verkopen aan HTM. Deze koop is tegengehouden door minister Karla Peijs.

## Groene trambanen

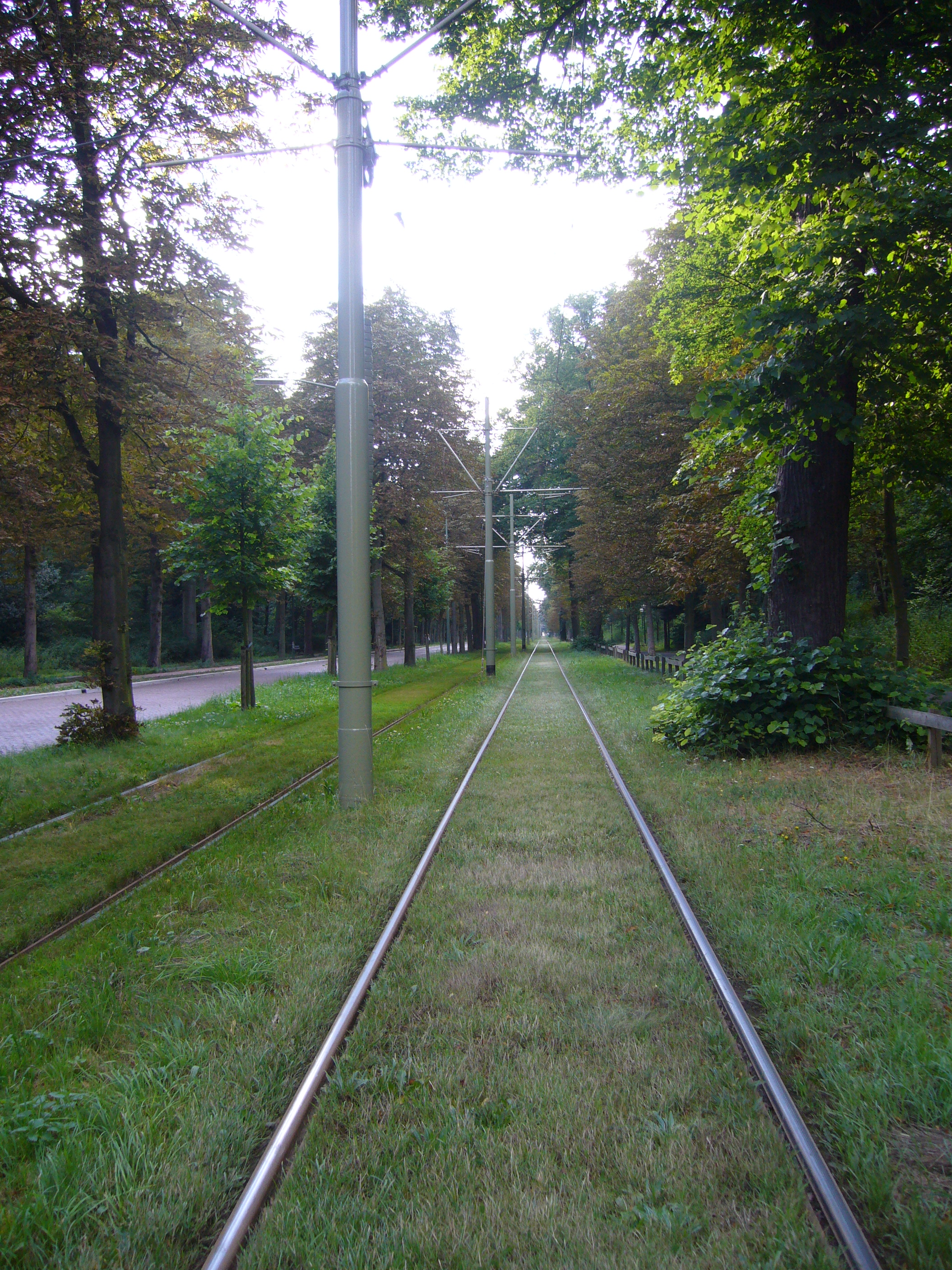
Groene tramlijn Scheveningseweg

In Den Haag is het eerste traject groene trambaan aangelegd, met gras tussen de rails. Dit bevond zich voor het Vredespaleis in Den Haag. Tot 1973 gebruikte GBHTM steenslag tussen de rails. Den Haag is de eerste stad waar gras is toegepast. Het enige nadeel is dat na lange droogte de vonken van de wielen het gras weleens doen branden.